# Oľdza
Oľdza (Hongaars: Olgya) is een Slowaakse gemeente in de regio Trnava, en maakt deel uit van het district Dunajská Streda.
Oľdza telt 401 inwoners.